# Zungenspaltung

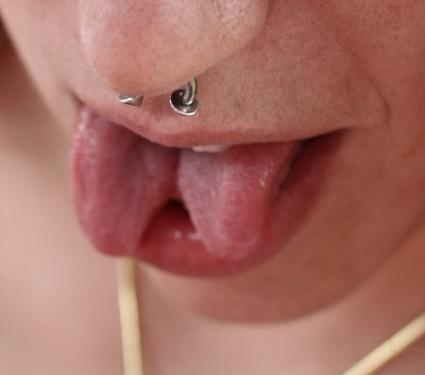
Gespaltene Zunge

Zungenspaltung (englisch tongue splitting, forking) ist eine Art der Körpermodifikation. Dabei wird durch einen medizinischen Eingriff der vordere Teil der Zunge von der Spitze in Richtung Zungenwurzel so eingeschnitten, dass zwei Zungenspitzen ähnlich einer Schlangenzunge entstehen.

## Geschichte
Im Byzantinischen Reich war die Zungenspaltung eine Strafe, die an einem Kaiser nach dessen Sturz angewandt wurde, damit dieser nach der Verstümmelung nicht erneut regieren konnte. Alternativ wurde dessen Nase gespalten oder eine Erblindung herbeigeführt.
Ausgehend von der Modern-Primitive-Bewegung wurde die Zungenspaltung ab den 1990er Jahren im westlichen Kulturraum als Körpermodifikation durchgeführt.

## Durchführung
Der Eingriff sollte durch medizinisches Personal durchgeführt werden, da sonst nicht nur die Gefahr besteht, dass die Zunge nach dem Schnitt wieder zusammenwächst, sondern es auch zu ernsthaften Komplikationen kommen kann.
Hierzu wird in der Regel nach örtlicher Betäubung der Zunge mit einem Skalpell ein etwa zwei bis fünf Zentimeter tiefer sagittaler Längsschnitt an der Zungenspitze beginnend durchgeführt. Dadurch wird das Septum linguae durchtrennt, ohne die einzelnen Muskeln zu beschädigen. Bei starken Blutungen kann der Einsatz eines Elektrokauters oder von Silbernitratlösung sinnvoll sein, für gewöhnlich sind die Blutungen aber problemlos beherrschbar. Die Wundränder werden oftmals vernäht, um Nachblutungen und das Wiederzusammenwachsen der Zunge zu vermeiden. Eine Alternative ist die Verwendung eines vollständig verheilten, auf mehrere Millimeter geweiteten oder mittels Scalpellings mit großem Durchmesser eingesetzten Zungenpiercings als Basis. Der Schnitt wird dann von der Zungenspitze her bis in das Piercingloch ausgeführt. Ein Zusammenwachsen der Hälften, das für gewöhnlich vom hinteren Wundrand, am Beginn der Gabelung erfolgt, ist dann sehr unwahrscheinlich, und ein Vernähen daher unnötig.
Eine weitere, mittlerweile weniger gebräuchliche Methode verwendet statt eines Skalpells direkt einen Elektrokauter, um die Zunge zu spalten. Aufgrund der entstehenden Schäden am umliegenden Gewebe durch das glühende Metall, mit dem das Gewebe verbrannt statt zerschnitten wird, ist diese Methode aber umstritten. Aus ihr können bleibende Nervenschäden resultieren, und auch der entstehende Rauch gilt als gesundheitsschädlich. Der Vorteil der Methode liegt darin, dass praktisch keine Blutung auftritt, die Prozedur schneller durchführbar und das Infektionsrisiko erheblich geringer ist. Ein anschließendes Vernähen ist überflüssig, da das zerstörte Gewebe nicht mehr zusammenwachsen kann. Vor allem in den USA wird diese Methode oft ohne Betäubung angewandt, ebenso wie auch die Skalpellmethode. Der Elektrokauter wird hierbei als schmerzhafter beschrieben als das Skalpell; da nach jenem jedoch häufig doch noch eine Kauterisierung erfolgt, um Blutungen zu stoppen, ist die Gesamtprozedur letztendlich mit dem Kautermesser weniger schmerzhaft. Die Kautermethode wird vor allem in Frankreich und den USA praktiziert.
Einige wenige Ärzte, meist Oralchirurgen, führen Zungenspaltungen mit einem Argonlaser durch, obwohl ein solcher von vielen Experten als zu schwach für eine derartige Prozedur angesehen wird. Im Falle einer Laserbehandlung sollte eher ein stärkerer CO2-Laser zum Einsatz kommen. Die ersten bekannt gewordenen Zungenspaltungen in den Industrieländern wurden 1997 von einem Oralchirurgen in New York durchgeführt. Die Lasermethode hat alle Vorteile der Elektrokautermethode, ist aber wesentlich weniger traumatisch.
Zuletzt existiert noch eine Abwandlung der Skalpellmethode; anstelle eines Skalpells wird dabei eine chirurgische Schere verwendet. 
In den ersten Tagen nach dem Eingriff sind Sprache und Nahrungsaufnahme durch Schwellung und ggf. Schmerzen stark eingeschränkt, manchmal sind Schmerzmittel empfehlenswert. Danach kann mit weicher Kost (Suppe, Brei, Tee) begonnen werden. Nach zwei Wochen ist der Heilungsprozess abgeschlossen.
Die Zunge kann aber auch ohne einen chirurgischen Eingriff in Eigenarbeit gespalten werden. Bei der sogenannten „Fishing Line Method“ (Angelschnurmethode) wird ein Nylonfaden durch den Stichkanal eines vorhandenen Zungenpiercings gezogen und eng gespannt verknotet, wodurch langfristig ein „Käseschneidereffekt“ erzielt werden kann, indem sich der Faden durch die Zunge schneidet. Dieser Prozess ist jedoch sehr langwierig (mehrere Wochen) und schmerzhaft. Während der gesamten Zeit ist mit Beeinträchtigungen beim Sprechen und Essen zu rechnen.

## Beweglichkeit der Zunge
Nach völliger Abheilung kann mittels Training die unabhängige Beweglichkeit der beiden Zungenspitzen in der Längs- und Horizontalachse erreicht werden. Hierzu haben sich Übungen vor einem Spiegel bewährt. Eventuell aufgetretene Sprechstörungen (z. B. Lispeln), die in der Folge einer Zungenspaltung entstanden sind, können so auch abtrainiert werden.

## Komplikationen
Nach der Zungenspaltung kann es zu Blutungen und Infektionen kommen. Auch besteht die Gefahr, dass die Zungenhälften verwachsen. Geschmacksveränderungen und Gefühllosigkeit sowie Sprachstörungen sind ebenfalls möglich.

## Akzeptanz in der Öffentlichkeit
In manchen Staaten der USA ist Zungenspaltung gesetzlich verboten und beim Militärdienst nicht gestattet. Daher lehnen Ärzte in den USA die Durchführung normalerweise ab, wodurch Zungenspaltung überwiegend unter größerem Risiko innerhalb der Subkultur durchgeführt wird.
In Deutschland ist überwiegend mit gesellschaftlicher Ablehnung zu rechnen, was daher mit beruflichen Nachteilen einhergehen könnte. Strafbarkeit ist nicht gegeben.
Die am 19. September 2003 in Amerika ausgestrahlte Folge der TV-Serie Boston Public handelt von einer Gruppe von Schülern, die eine Spaltung der Zunge durchführen ließen, was von der Schulverwaltung stark kritisiert wurde.

## Zungenspaltung in den Medien
- Der mit dem Akutagawa-Preis ausgezeichnete Roman Tokyo Love von Hitomi Kanehara behandelt das Thema Zungenspaltung. Sie wird auch in der Verfilmung des Romans dargestellt.
- Der Showkünstler Erik Sprague hat eine gespaltene Zunge.